# Abu Qatada
Abū Qatāda al-Filasṭīnī (in arabo أبو قتادة الفلسطيني‎?; Betlemme, 1960) è il nome ʿUmar ibn Maḥmūd ibn ʿUthmān (in arabo عمر بن محمود بن عثمان‎?), religioso musulmano, di cittadinanza giordana e di origine palestinese.

## Biografia
Ideologo islamista, è stato decretato contro di lui il congelamento del patrimonio, il divieto di viaggio e il divieto di proprietà di armi da parte delle Nazioni Unite, secondo il disposto del Consiglio di Sicurezza n. 1267, per la sua presunta appartenenza ad al-Qāʿida. Più volte imprigionato in Gran Bretagna a partire dal 2002, per le leggi anti-terrorismo vigenti nel Paese, non è stato tuttavia processato per reati penali o cospirazione.
Il governo algerino ha descritto Abū Qatāda come coinvolto con i terroristi di matrice islamica, a Londra e forse altrove. Dopo aver inizialmente escluso di deportare Abū Qatāda dal Regno Unito in Giordania, nel maggio 2012 la Corte europea dei diritti dell'uomo ha stabilito che poteva essere espulso sulla base di garanzie della Giordania che non sarebbe stato torturato.

### Formazione ideologica e presunti legami con al-Qāʿida
Nel 1989 si recò a Peshawar (Pakistan), dove insegnò Scienze sciaraitiche. Mentre si trovava in quella città pakistana, si dice si sia incontrato con Osama bin Laden, ma non mancano smentite circa tale incontro.
Nel 1991, dopo la guerra del Golfo, Abū Qatāda fu espulso dal Kuwait con altri palestinesi. Tornò quindi in Giordania, ma nel settembre 1993 fuggì con la moglie e i loro cinque figlia nel Regno Unito, usando un passaporto falsificato degli Emirati Arabi Uniti. Richiese asilo politico per le persecuzioni religiose cui sarebbe stato sottoposto dalle autorità giordane, affermando di essere stato torturato nei carceri giordani, e la sua richiesta fu accolta dai britannici nel giugno 1994.
Il suo nome fu fatto quando ʿAbd al-Ḥamīd Abū Zayd capo del al-Qāʿida nel Maghreb Islamico, il 2 giugno del 2009 sgozzò e decapitò l'ostaggio britannico Edwin Dyer, rapito tra Niger e Mali il 22 gennaio. L'organizzazione terroristica disse infatti che l'esecuzione era avvenuta perché il governo britannico non aveva acconsentito a scarcerare Abū Qatāda. 

Edwin Dyer era stato rapito alla frontiera tra Niger e Mali mentre, con un gruppo di turisti europei, stava partecipando a un festival di musica africana.
Il Gruppo Salafita per la Predicazione e il Combattimento, anche noto come "al-Qāʿida nel Maghreb Islamico", nel 2012 propose di rilasciare Stephen Malcolm, un altro ostaggio britannico, rapito in novembre in Mali, se Abū Qatāda, al momento in prigione a Londra, fosse stato rilasciato e non estradato in Giordania, dove era stato condannato all'ergastolo per terrorismo.
 
Stephen Malcolm era stato sequestrato assieme a due colleghi - l'olandese Jacobus Nicolo Ruke, e lo svedese Nils Joan Viktor Gustafson, il 25 novembre 2011 a Timbuktu, davanti al suo albergo. Un quarto uomo, un tedesco, fu ucciso a sangue freddo perché si era rifiutato di entrare nell'auto dei rapitori.